# Peter Eichstädt (Politiker)

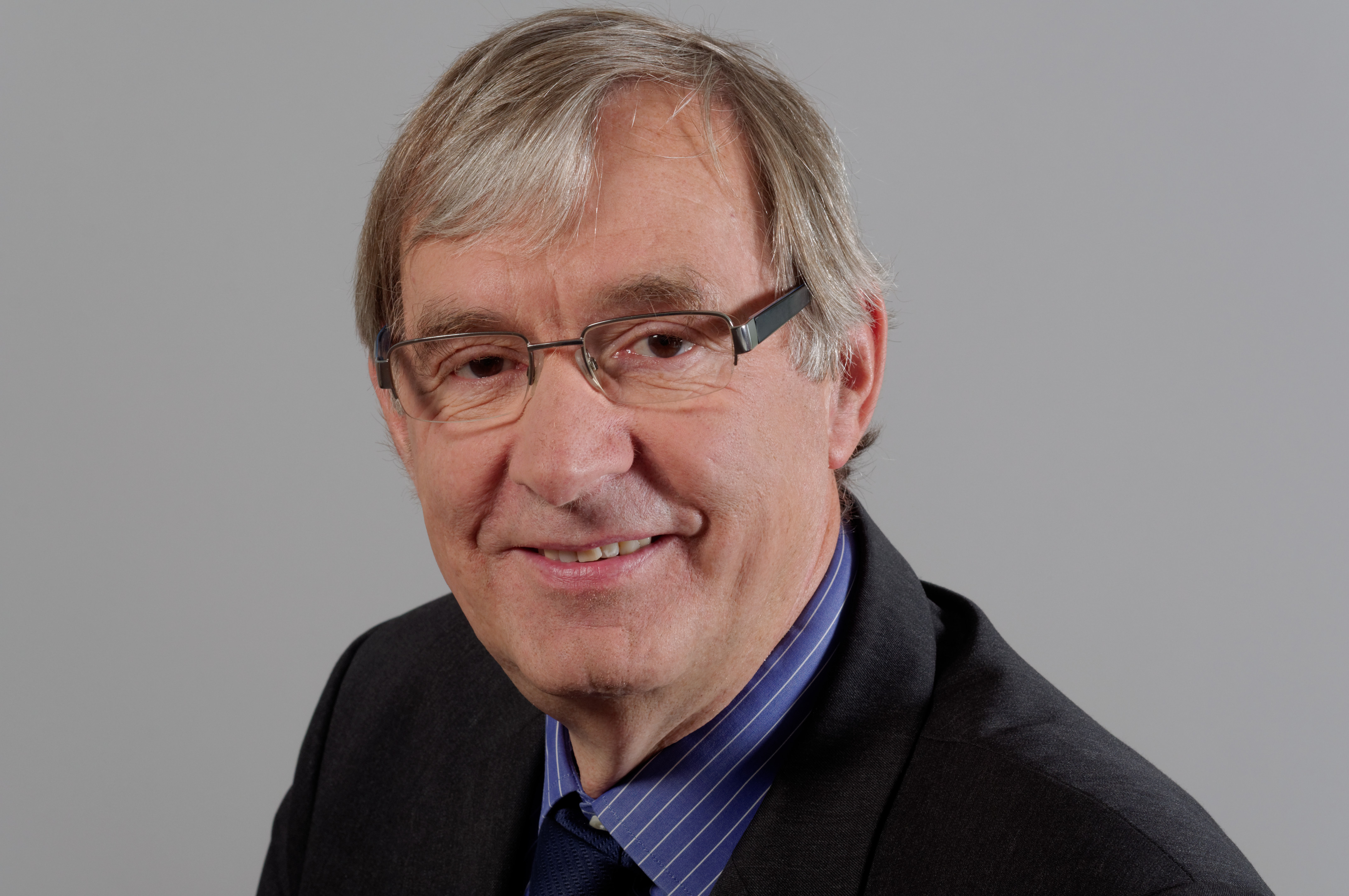
Peter Eichstädt (2013)

Peter Eichstädt (* 17. Oktober 1950 in Bad Doberan) und aufgewachsen in Hamburg ist ein deutscher Politiker (SPD).

## Leben und Beruf
Nach der Mittleren Reife absolvierte Eichstädt zunächst eine Lehre zum Werbe- und Industriefotografen und anschließend ein Studium der Sozialpädagogik in Hamburg, welches er als Diplom-Sozialpädagoge beendete. Danach war er in den Jahren 1975 bis 1983 als Erziehungsleiter in einem Kinderheim tätig. 
Von 1984 bis 1992 war Eichstädt stellvertretender Leiter des Jugendhilfezentrums der Arbeiterwohlfahrt (AWO) in Lübeck und danach Leiter des Jugendhilfe- und Sozialverbundes der AWO Lübeck. In den Jahren 2004 bis 2006 war er Geschäftsführer der AWO Südholstein. Seit 2019 ist er Vorsitzender des Kreisverbands Ostholstein der AWO.
Peter Eichstädt ist verheiratet, hat zwei Söhne und eine Tochter.

## Partei
Eichstädt ist seit dem Jahr 1971 Mitglied der SPD. Von 2007 bis 2013 war er Vorsitzender des Kreisverbandes Herzogtum Lauenburg der SPD.

## Abgeordneter
Er gehörte in den Jahren 1982 bis 1990 der Gemeindevertretung in Rondeshagen an und war von 1990 bis 2013 Mitglied des Kreistages des Kreises Herzogtum Lauenburg. Hier war er von 1994 bis 2001 Vorsitzender der SPD-Fraktion und Vorsitzender des Hauptausschusses.
Peter Eichstädt zog im Jahr 2000 als direkt gewählter Abgeordneter des Wahlkreises Lauenburg-Nord in den Landtag von Schleswig-Holstein ein, wo er bis 2009 stellvertretender Vorsitzender des Innen- und Rechtsausschusses war. Für seine Fraktion wurde er drogenpolitischer Sprecher. Mit der Wahl 2009 gelangte er über die Landesliste seiner Partei erneut in den Landtag. In dieser Wahlperiode war er stellvertretender Fraktionsvorsitzender und zusätzlich medienpolitischer Sprecher der Fraktion.
Im Mai 2012 wurde Peter Eichstädt erneut in den Schleswig-Holsteinischen Landtag gewählt. Er war seitdem Vorsitzender des Sozialausschusses des Landtages und für seine Fraktion Sprecher für Medienpolitik, Datenschutz sowie Sucht- und Drogenpolitik. Er war Mitglied im Rundfunkrat des NDR, Vorsitzender des Landesrundfunkrates Schleswig-Holstein und Mitglied im ARTE-Programmbeirat Deutschland.
Bei der Landtagswahl 2017 kandidierte Peter Eichstädt nicht mehr.

## Auszeichnungen
- Im Jahr 2005 erhielt Peter Eichstädt die Freiherr-vom-Stein-Medaille des Landes Schleswig-Holstein.